# Reinhard Grätz

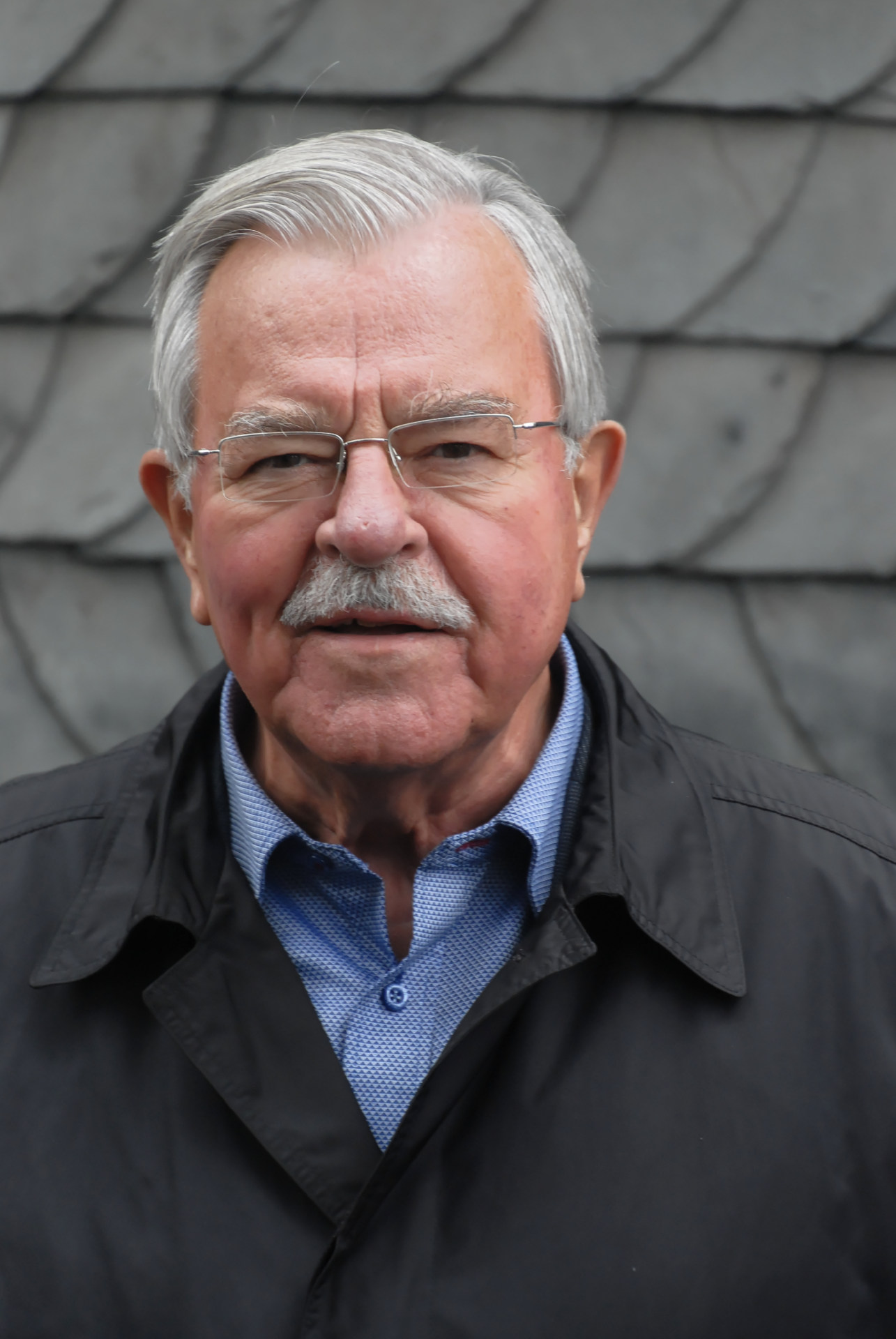
Reinhard Grätz (2015)

Reinhard Grätz (* 11. Februar 1940 in Wüstegiersdorf, Landkreis Waldenburg (Schles)) ist ein deutscher Keramikingenieur und Politiker (SPD). Ab 1970 war er Mitglied des Landtags von Nordrhein-Westfalen.

## Leben
Nach dem Besuch der Volksschule absolvierte Grätz eine Lehre als Ofensetzer und Fliesenleger, schloss diese 1957 mit der Gesellenprüfung ab und wurde Bundesbester im Berufswettkampf der deutschen Handwerksjugend. Er war bis 1959 als Handwerksgeselle tätig. Anschließend bestand er im Jahr 1959 die Mittlere Reife, besuchte 1959 bis 1962 die Staatliche Ingenieurschule für Keramik und beendete diese als Diplom-Ingenieur. Er arbeitete 1962 bis 1964 als Betriebsingenieur in Ennepetal und Berlin und war 1964 bis 1980 als Versuchsingenieur und Abteilungsleiter im Institut für Ziegelforschung in Essen tätig.

## Politik
Grätz trat im Jahr 1957 der SPD bei, fungierte in den Jahren 1968 bis 1973 als Unterbezirksvorsitzender der Jungsozialisten in seinem Wohnort Wuppertal und gehörte 1972 bis 1994 dem Unterbezirksvorstand der SPD Wuppertal an. Er war 1974 bis 1988 Mitglied im SPD-Bezirksvorstand Niederrhein und 1975 bis 1994 Mitglied im SPD-Landesvorstand Nordrhein-Westfalen, wo er als bildungs- und medienpolitischer Sprecher fungierte. Daneben gehörte er in den Jahren 1976 bis 1984 der Kommission Politische Bildung beim SPD-Bundesvorstand und 1984 bis 1988 der Kommission für Medienpolitik beim SPD-Parteivorstand an.
Er war 1968 bis 1970 Bezirksvertreter, 1969 bis 1970 Stadtverordneter und 1970 bis 1975 sachkundiger Bürger im Rat der Stadt Wuppertal. Dem Landtag von Nordrhein-Westfalen gehörte er vom 26. Juli 1970 bis 1. Juni 2000 an. Dort wurde er im Jahr 1970 Mitglied im Kulturausschuss des Landtags, war 1975 bis 1985 Vorsitzender im Landtags-Ausschuss für Schule und Weiterbildung, 1980 bis 1985 Stellvertretender. Vorsitzender, 1985 bis 1990 Parlamentarischer Geschäftsführer der SPD-Landtagsfraktion und 1990 bis 1995 Vorsitzender des Hauptausschusses des Landtags.

## Sonstiges
Im Jahr 1958 wurde er Mitglied der Gewerkschaft Chemie, Papier, Keramik. In den Jahren 1979 bis 1980 war er Mitglied im Rundfunkrat des Westdeutschen Rundfunks (WDR) und 1981 bis 1985 Mitglied im WDR-Verwaltungsrat. Von 1985 bis 2009 war er Vorsitzender des Rundfunkrats WDR, von 1995 bis 2006 Aufsichtsratsvorsitzender der Bavaria Film GmbH München.

## Ehrungen
Reinhard Grätz wurde 2000 der Ehrenring der Stadt Wuppertal verliehen. Außerdem ist er seit 1995 Ehrenbürger der Bergischen Universität Wuppertal. Im Jahr 2010 wurde Reinhard Grätz mit dem Bundesverdienstkreuz am Bande ausgezeichnet.